# فرودگاه ایچن
فرودگاه ایچن (به انگلیسی: Ichon Airport) یک فرودگاه نظامی است . این فرودگاه در کشور کره شمالی قرار دارد و در ارتفاع ۱۳۱ متری از سطح دریا واقع شده‌است.